# Усім хлопцям: P.S. Я досі вас кохаю
«Усім хлопцям: P.S. Я досі вас кохаю» (англ. To All the Boys: P.S. I Still Love You) — американська романтична комедія 2020 року, знята за романом Дженні Хан, продовження фільму «Усім хлопцям, яких я кохала раніше».

## Сюжет
Лара Джин і Пітер Кавинський щасливі у своїй закоханості, але їхні стосунки піддаються випробуванню, коли з'являється ще один одержувач старих любовних листів Лари Джон Емброуз, якого Лара зустрічає як волонтера у будинку престарілих Бельв’ю, де волонтерить і вона. Лара Джин не може перестати думати про розмову з Джоном, а крім того, вона відчуває невпевненість у своїх стосунках з Пітером, тому що не може перестати порівнювати себе зі своєю колишньою найкращою подругою і колишньою дівчиною Пітера Джен.
З часом Лара Джин розуміє, що вона, а не Пітер, завжди думала про Джен, мириться з нею, і розуміє, що щиро кохає Пітера і не відчуває почуттів до Джона. Пітер каже Ларі Джин, що вона може розбити йому серце, якщо захоче, але замість цього вона каже, що кохає його, а він відповідає, що любить її.

## У ролях
| Актор          | Роль                         |
| -------------- | ---------------------------- |
| Лана Кондор    | Лара Джин Кові               |
| Ной Сентінео   | Пітер Кавинський             |
| Джордан Фішер  | Джон Емброуз Макларен        |
| Джон Корбетт   | доктор Кові                  |
| Анна Кеткарт   | Кітті                        |
| Голланд Тейлор | Едіт «Стормі» Макларен-Шихан |
| Мадлен Артур   | Крістін                      |
| Емілія Баранак | Джен                         |
| Джанель Перріш | Марго                        |
| Медді Зіглер   | чірлідерша                   |

## Критика
На Rotten Tomatoes фільм отримав оцінку 77% на основі 73 відгуків від критиків і 40% від більш ніж 500 глядачів.